# محمد عارف‌الاسلام (بازیکن فوتبال)
محمد عارف‌الاسلام (بنگالی: মোহাম্মেদ আরিফুল ইসলাম؛ زادهٔ ۲۰ دسامبر ۱۹۸۷) بازیکن فوتبال اهل بنگلادش است.
از باشگاه‌هایی که در آن بازی کرده است می‌توان به باشگاه ورزشی محمدان (داکا) اشاره کرد.
وی همچنین در تیم‌های ملی فوتبال زیر ۲۳ سال بنگلادش و بنگلادش بازی کرده است.
وی در مسابقات کشوری و بین‌المللی در مجموع برندهٔ ۱ مدال طلا شده است.